# Русские народные промыслы

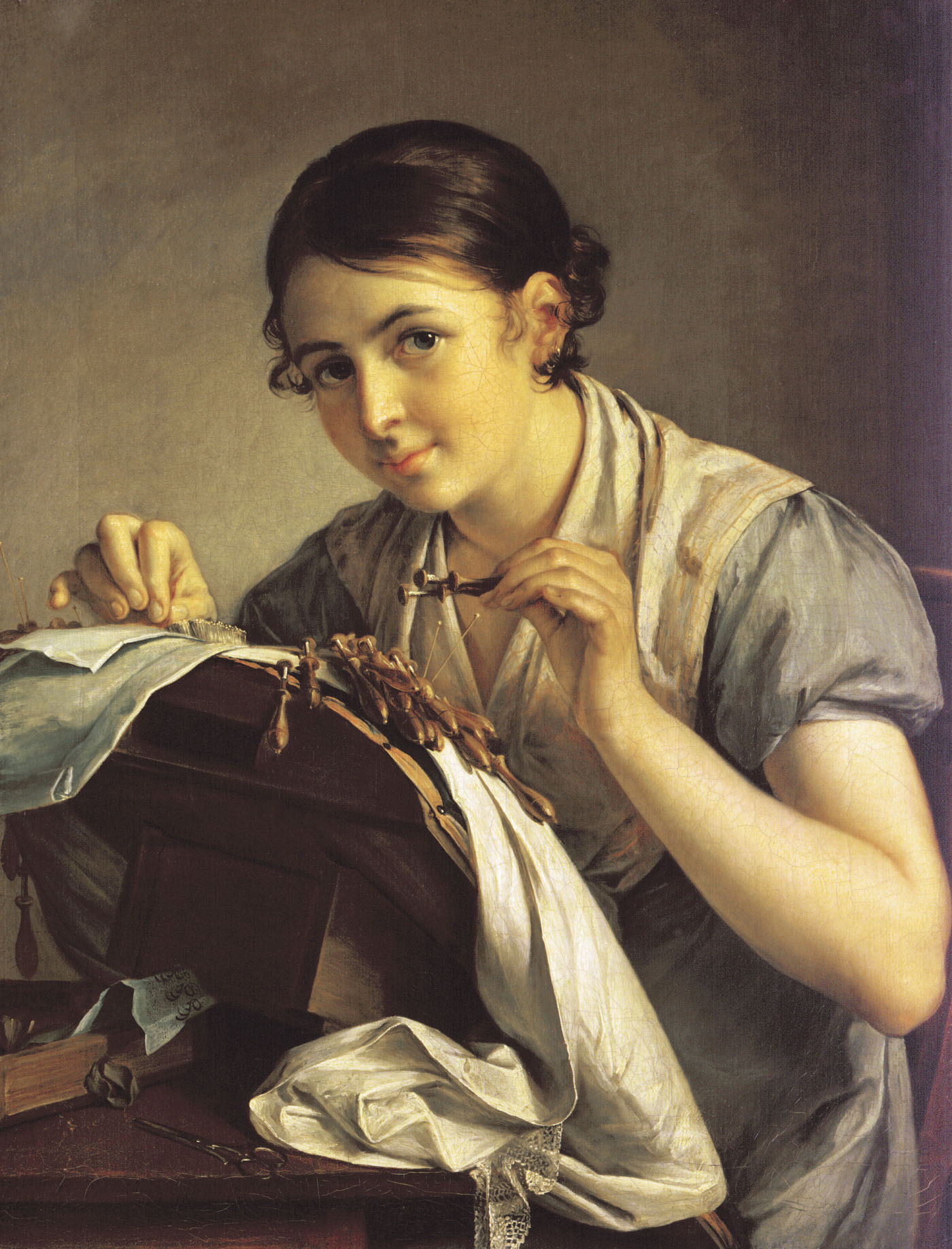
В. А. Тропинин. Кружевница. 1823

Ру́сские наро́дные про́мыслы — форма народного творчества, в которой отчётливо прослеживаются русские традиционные нравы, зародившиеся много веков назад. Изделия русских промыслов сочетают в себе неповторимость русской традиционной культуры.
Народный художественный промысел — одна из форм народного творчества, деятельность по созданию художественных изделий утилитарного и декоративного назначения, осуществляемая на основе коллективного освоения и преемственного развития традиций народного искусства в определённой местности в процессе творческого ручного и механизированного труда мастеров народных художественных промыслов.

## Росписи
- Алтайская роспись русских поселенцев (часто старообрядцев) Алтайского края с XVII века родственна архангельско-вологодской и олонецкой росписи[1].
- Борецкая роспись (Борокская роспись)[1] по дереву северодвинского типа в Архангельской области относится к борокско-тоемско-пучугской группе[1].
- Великоустюгская роспись деревянных и берестяных предметов, созданная в начале 1980-х годов на фабрике «Великоустюгские узоры» в Великом Устюге.
- Верхнеуфтюгская роспись появилась в Верхней Уфтюге. Узор из условных цветов и птиц по фону разных цветов[1].
- Волховская роспись по дереву Волховского района Ленинградской области.
- Вятская роспись по дереву и бересте — роспись клеевыми или гуашевыми красками, родом из Вятки. С 1972 года под руководством НИИХП (художник Бабаева А. В., искусствовед Барадулин В. А.) восстановлена традиционная вятская роспись с растительным орнаментом[2].
- Гжельская роспись складывается многим позднее самой керамики в округе деревни Гжель Московской губернии. Гжель — с XVII века и ранее центр производства фарфора и керамики на территории современного Раменского муниципального округа Московской области. Со второй половины 1820-х годов многие изделия расписывали только синей краской. В настоящее время[когда?] именно этот характерный рисунок определяет стиль «Гжель». Изделия, произведённые в другом месте, но имеющие схожий сине-белый орнамент, часто называют изготовленными «под Гжель».
- Городецкая роспись существует с середины XIX века в районе города Городца. Ею украшали сундуки, дуги, сани, детскую мебель, донца для прялок и мелкие предметы обихода. В росписях основное впечатление дают жанровые сцены.
- Жостовская роспись по жести — народный художественный промысел. Известен, прежде всего, благодаря художественной росписи металлических подносов. Расписные металлические подносы появились в середине XVIII века на Урале, на металлургических заводах Демидовых в Нижнем Тагиле, Невьянске, Верх-Нейвинске, и только в первой половине XIX века подносы стали изготавливать из металла в деревнях Московской губернии — Жостово, Троицкое, Новосельцево и других. В настоящее[когда?] время производство подносов с лаковой росписью сосредоточено в деревне Жостово Московской области и в городе Нижнем Тагиле. Роспись производится обычно по чёрному фону (иногда по красному, синему, зелёному, серебряному), причём мастер работает сразу над несколькими подносами. Основной мотив росписи — цветочный букет простой композиции, в котором чередуются крупные садовые и мелкие полевые цветы. По назначению подносы делятся на две группы: предназначенные для бытовых целей (под самовары, для подачи пищи) и для использования в качестве украшения.
- Загорская роспись из подмосковного города Загорска[1].
- Костромская роспись родом из Костромской губернии с центром в Молвитино (ныне Сусанино) возник под влияние малярного отхожего промысла. Основа композиции — расположенные по вертикали крупные цветы (обычно белые неоконтуренные) на тёмном (бордовом, коричневом, зелёном) фоне. Могут добавляться изображения птиц, выписываться сюжетные сценки с ироничными подписями. Главным оставался резной узор[1].
- Мезенская роспись родом из Архангельской области составляет собой два цвета: чёрный и красный.
- Нижнетоемская роспись по дереву в Архангельской области. Отличительной особенностью нижнетоемской прялки являлась ярко раскрашенная токарная ножка, а на обратной стороне лопасти — зеркальце для пряхи[3]. Наряду с пермогорской иногда относится к северодвинской школе росписи[1].
- Олонецкая роспись отличается почти полным отсутствием жанровых сюжетов, преобладание растительных мотивов с небольшим добавлением (на старейших образцах) птиц и льва[4]. Мотивы навеяны узорами «букетных» тканей. Характерны декоративность, крупномасштабность письма и свободная, непринуждённая кистевая манера. Основные цвета синий, реже зелёный[1].
- Пермогорская роспись по дереву северодвинского типа Архангельской области. Особенностью является сочетание растительных узоров с разнообразными жанровыми сценами из крестьянской жизни. Наряду с нижнетоемской иногда относится к северодвинской школе росписи[1].
- Полхов-Майданская роспись из села Полховский Майдан Тамбовской губернии[1].
- Пижемская (Печорская) роспись[5] зародилась в низовьях Печоры и её притоков, проявилась в украшении бытовых предметов. Испытала влияние заставок и буквиц печорских рукописных книг. Ритм орнамента строгий, упругий, отражающий суровые географические условия печорского края[1].
- Пинежская роспись родилась на берегах Пинеги и носит подражательный характер мезенской росписи[1].
- Пучу́жская (или пучу́гская) роспись родом из Пучуги относится к борокско-тоемско-пучужской группе северодвинского типа. Господствует древнерусское узорочье, применяется замысловатый орнамент из красных стилизованных трав, много узорочных бордюров, рамок, уголков, скобок. Жанровые сюжеты пышные, нередко сопровождены нравоучительными или ироничными надписями. Иногда относится к северодвинской школе росписи[1].
- Ракульская роспись (Ракуловская роспись)[1] по дереву северодвинского типа Архангельской области. В росписи главную роль играет золотисто-охристый и чёрный цвета, а сопутствуют зелёный и коричнево-красный.
- Ростовская финифть — русский народный художественный промысел, существующий с XVIII века в городе Ростов Ярославской области. Миниатюрные изображения выполняются на эмали прозрачными огнеупорными красками
- Тагильская роспись по жести — народный промысел изготовления и художественной росписи металлических подносов, существующий в Нижнем Тагиле. Основоположник жостовской росписи. Возник в середине XVIII века на Урале, где были расположены металлургические заводы Демидовых (Нижний Тагил, Невьянск, Верх-Нейвинский), и только в первой половине XIX века подносы стали изготавливать в деревнях Московской губернии (Жостово и других). До наших дней промысел росписи жестяного подноса сохранился только лишь в Нижнем Тагиле и Жостово. Роспись производится обычно по чёрному фону (иногда по красному, синему, зелёному), причём мастер нередко работает сразу над несколькими подносами. Основные сюжеты росписи: цветочные букеты, в котором встречаются и пышные садовые, и мелкие полевые цветы и пейзажи, изображающие уральскую природу или старинные города. По назначению подносы делятся на две группы: для бытовых целей (под самовары, для подачи пищи) и как украшение. Формы подносов бывают круглые, восьмиугольные, прямоугольные, овальные и другие.
- Тверская роспись деревянной посуды и предметов быта. Роспись — розовые круглые цветы (цветы-яблоки) в обрамлении простых листиков на ровном золотом фоне[1].
- Уральская роспись[1] — одна из разновидностей свободной кистевой росписи масляными красками, распространённая на Урале и в Западной Сибири.
- Хохлома́ представляет собой нижегородскую декоративную роспись деревянной посуды и мебели, выполненную чёрным и красным, а также (изредка) зелёным цветом по золотистому фону. На дерево при выполнении росписи наносится не золотой, а серебряный оловянный порошок. После этого изделие покрывают лаком и три-четыре раза обрабатывают в печи, чем достигается уникальный медово-золотой цвет, придающий лёгкой деревянной посуде эффект массивности.

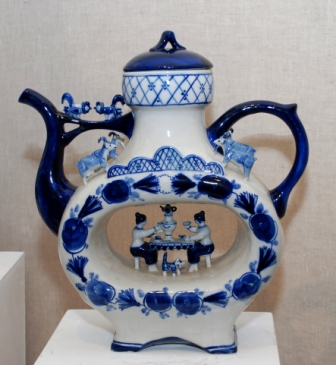
Гжель
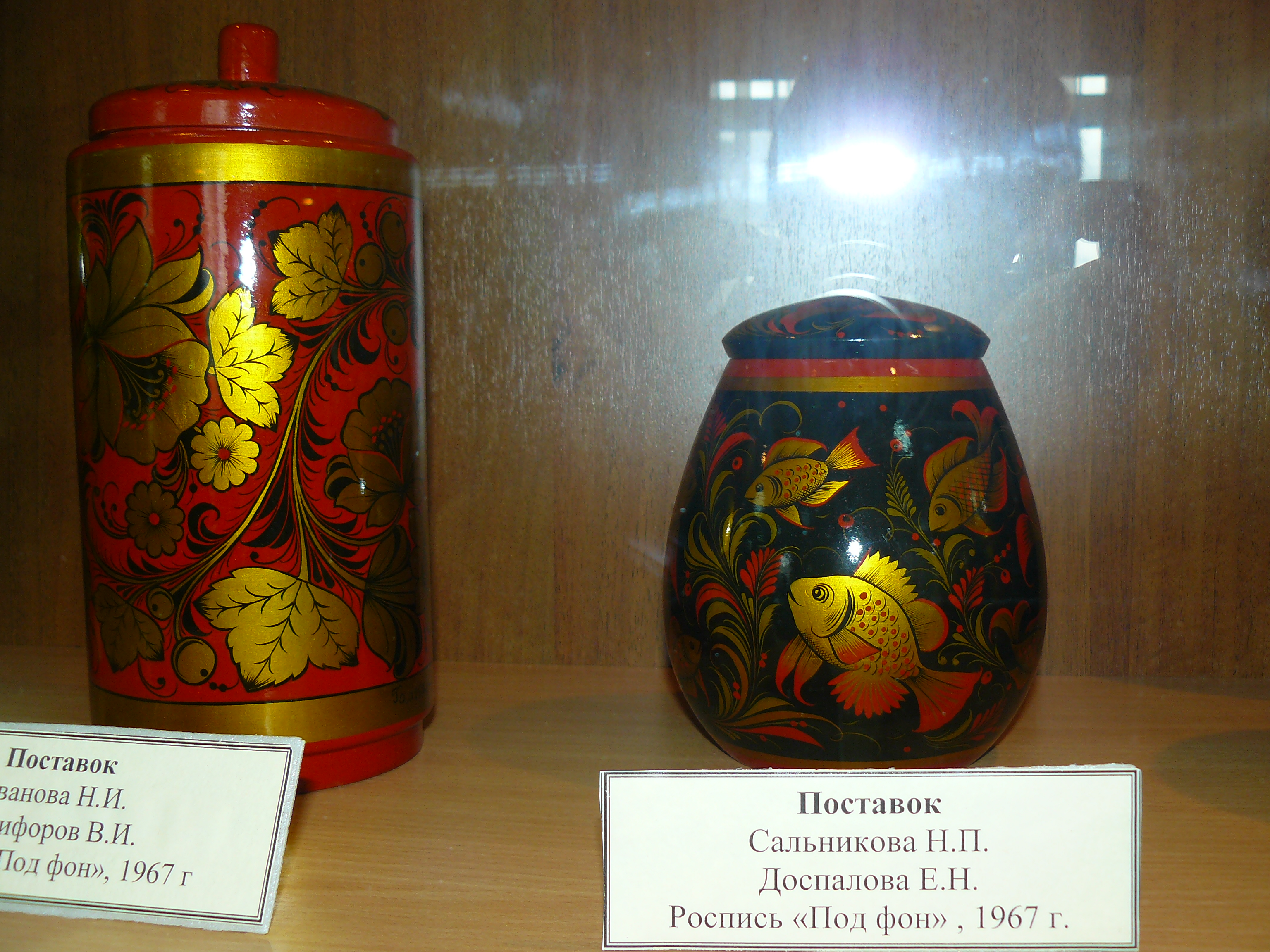
Хохлома
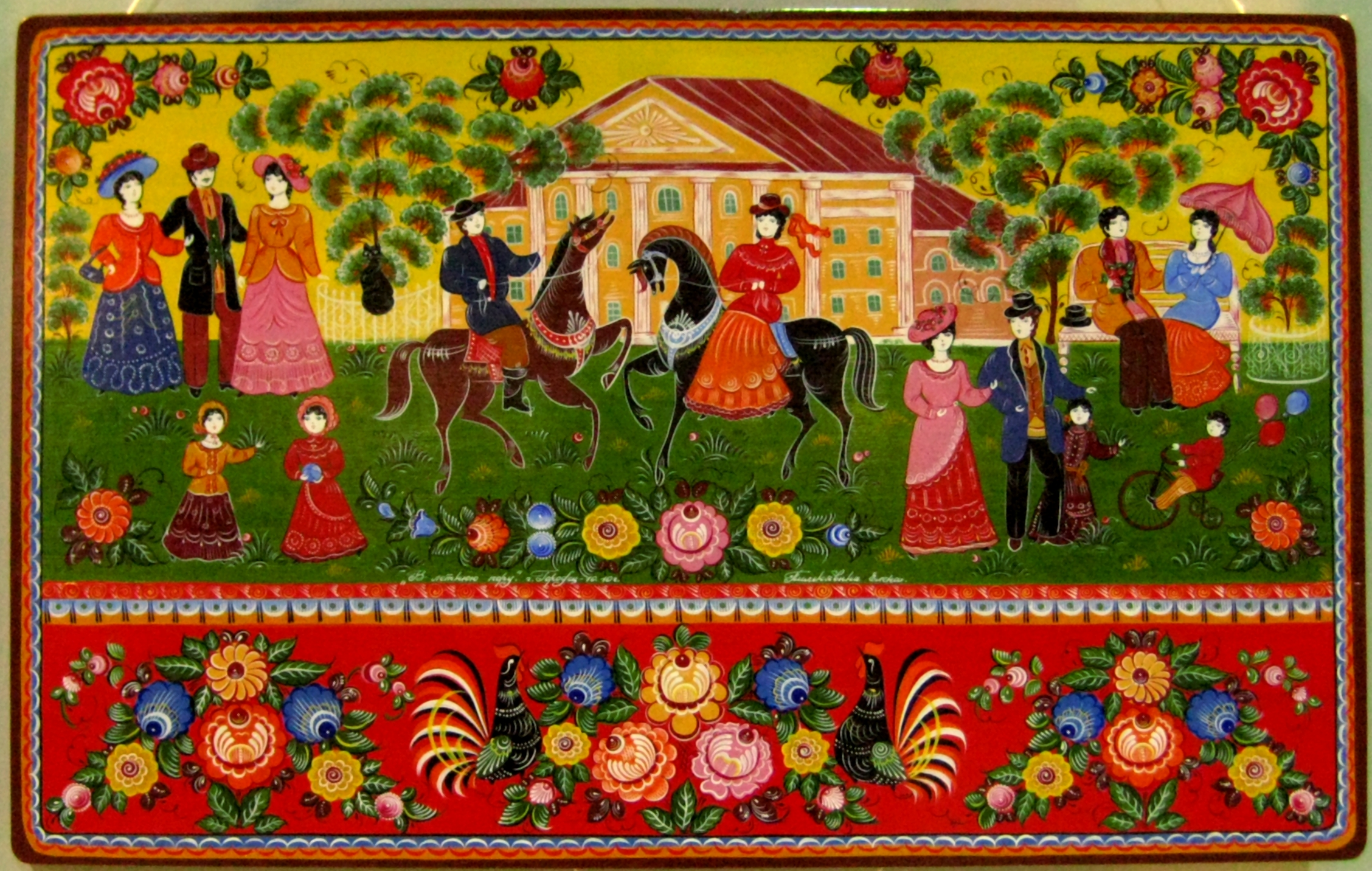
Городецкая роспись
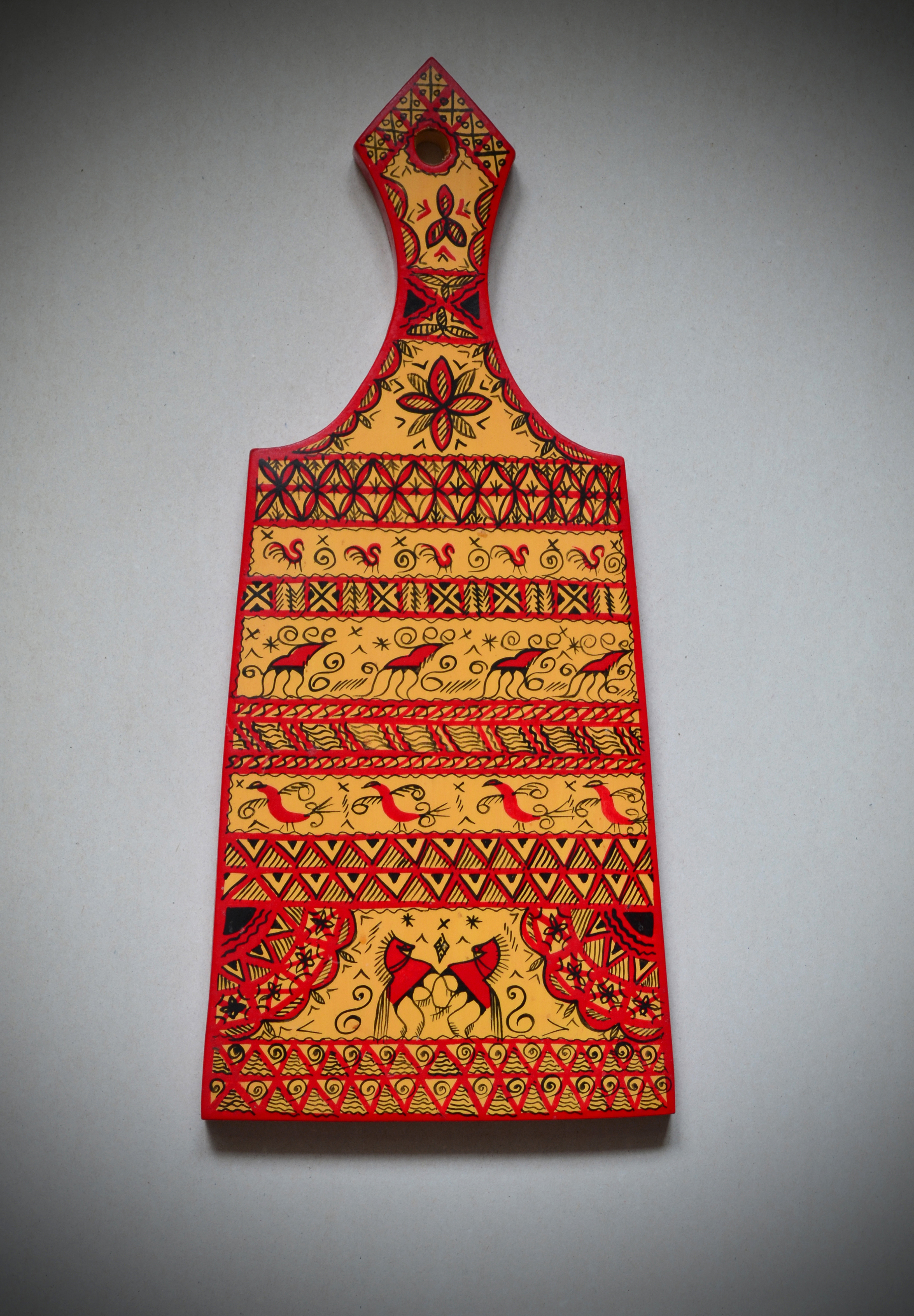
Мезенская роспись по дереву

## Русские лаки

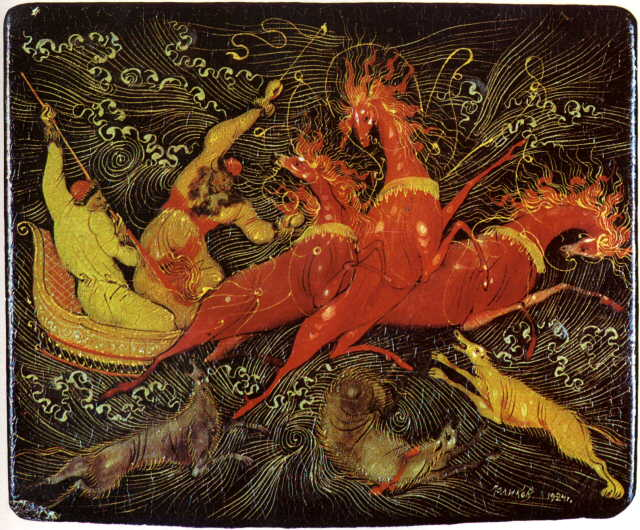
Палехская роспись табакерки художником И. И. Голиковым, 1924

- Мстёрская миниатюра — народный промысел, возникший в посёлке Мстёра Владимирской области. Лаковая миниатюра исполняется темперой на папье-маше. Живопись имеет отвлечённый характер своеобразного панно. Характерная особенность Мстёрской живописи — ковровая декоративность, разнообразность и утонченность колористических оттенков с единством общего тона композиции. Цветовая гамма — голубовато-серебристая, охристо-желтая и красная. В изделиях сочетаются растительные и геометрические узоры.
- Палехская миниатюра — народный промысел, развившийся в советское время в посёлке Палех Ивановской области взамен существовавшей там школы иконописной живописи. Лаковая миниатюра исполняется темперой на папье-маше. Обычно расписываются шкатулки, ларцы, кубышки, брошки, панно, пепельницы, заколки для галстука, игольницы и т. д. Работы обычно выполняются на чёрном фоне и расписываются золотом. Оригинальная технология, которая применялась первыми мастерами этого жанра в 20-30-х годах XX века, не прошла испытания временем, и многие произведения тех лет, растиражированные в репродукциях, в значительной степени повреждены. Типичные сюжеты палехской миниатюры заимствованы из повседневной жизни, литературных произведений классиков, из сказок, былин и песен.
- Федоскинская миниатюра — вид традиционной русской лаковой миниатюрной живописи масляными красками на папье-маше, сложившийся в конце XVIII века в подмосковном селе Федоскино. Излюбленными мотивами росписи федоскинских миниатюристов стали популярные в то время сюжеты: «тройки», «чаепития», сцены из русской и малороссийской крестьянской жизни. Особенно ценились ларцы и шкатулки, украшенные сложными многофигурными композициями — копиями картин русских и западноевропейских художников.
- Холуйская миниатюра — народный художественной промысел зародившийся в селе Холуй Ивановской области, после революции и запрещения иконописного ремесла. Миниатюры исполняют на папье-маше с использованием специальных темперных красок. Обычно расписываются шкатулки, ларцы, брошки, панно, игольницы, кубышки и т. д. Художники холуйской миниатюры реализуют самые разнообразные сюжеты: исторические, фольклорные, литературные, а также современные, в том числе — натюрморт и пейзаж. Главным отличием холуйской миниатюры является использование синевато-зеленого и коричнево-оранжевого тонов. Дополнительные оттенки применяются лишь для контрастного оживления рисунка. Золото и серебро применяется ограниченно, только при изображении металлических предметов или в орнаменте. Сам же орнамент строг и сдержан. Холуйская миниатюрная живопись привлекает своеобразием и неброской, но доброй красотой.

## Изделия из ткани

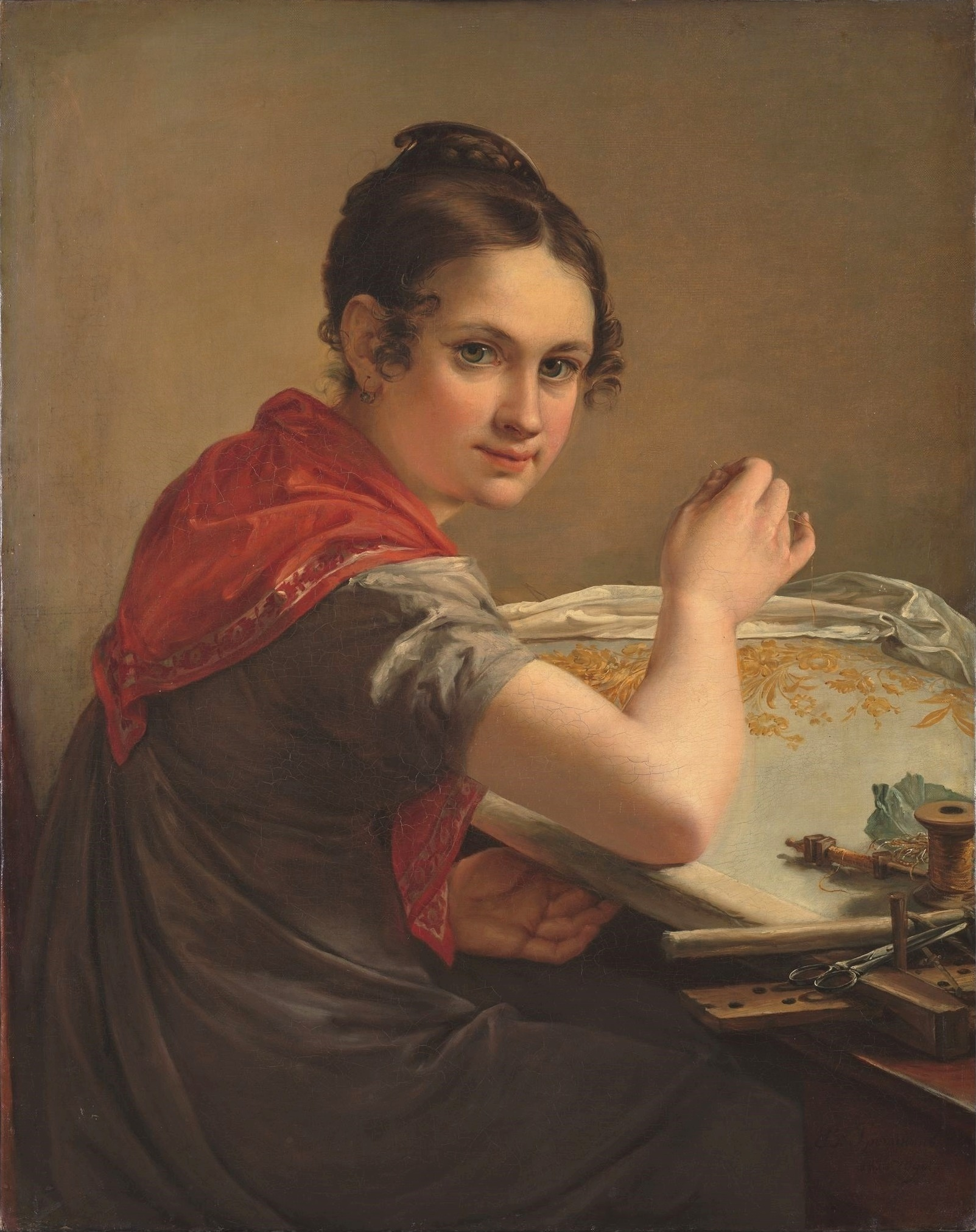
В. А. Тропинин. Золотошвейка (1826)

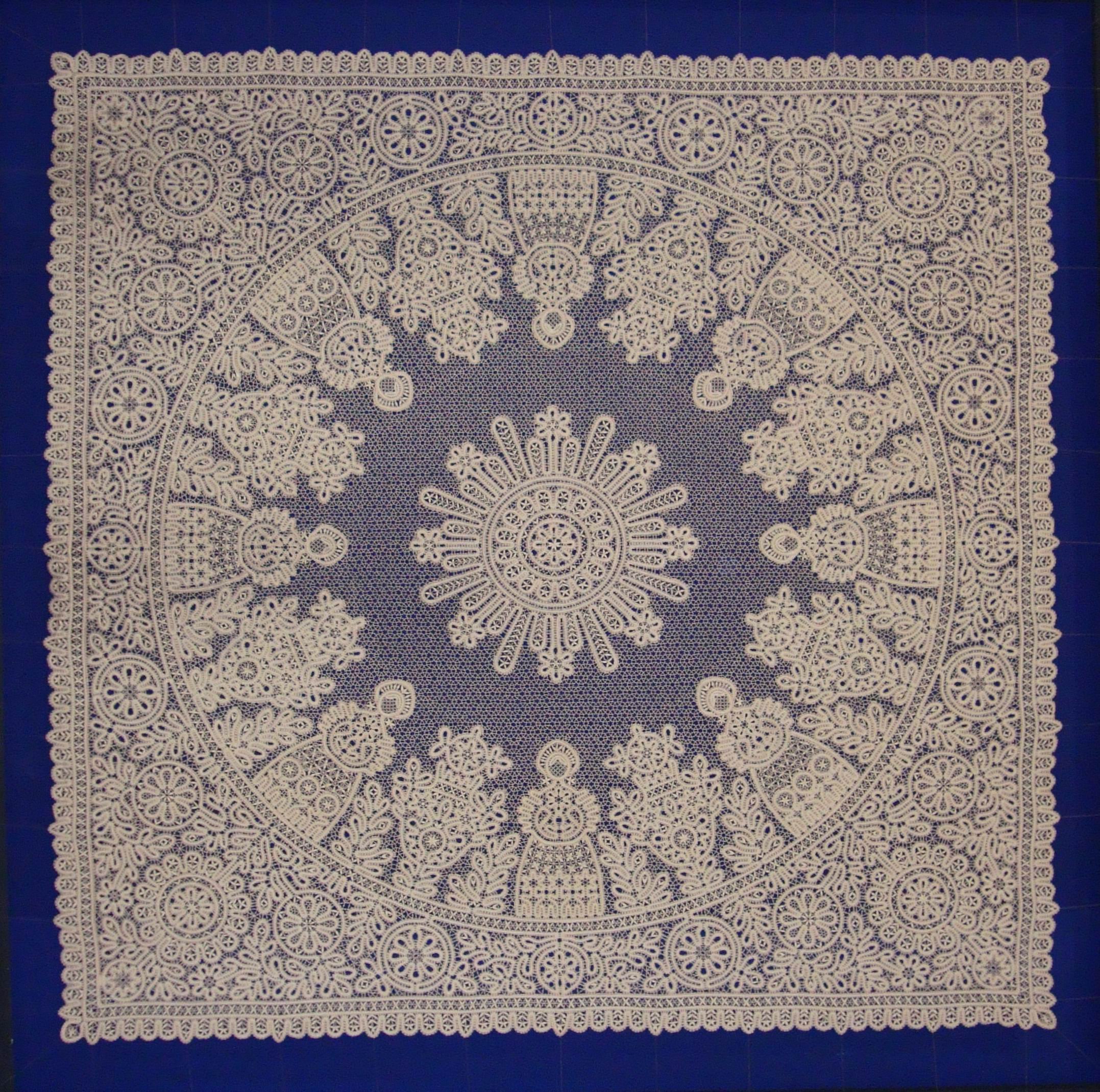
Вологодское кружево

- Балахнинское кружево — промысел по плетению кружева на коклюшках, основанный в Балахне́ предположительно в XVIII веке. По технологии изготовления балахнинское кружево — наиболее трудоёмкое из существующих в России[6][7].
- Белёвское кружево — вид русского кружева, который получил распространение в XIX веке в городе Белёве Тульской губернии.
- Вологодское кружево — русское кружево, плетёное на коклюшках (деревянных палочках); распространено в Вологодской области с XVI—XVII века. Все основные изображения в сцепном вологодском кружеве выполняются плотной непрерывной, одинаковой по ширине, плавно извивающейся тесьмой, они чётко вырисовываются на фоне узорных решёток, украшенных насновками в виде звёздочек и розеток.
- Вятское кружево — изделия народного промысла, который возник, как предполагают, в XVIII веке в Вятском крае. Кружево выплеталось в нескольких местах, из которых наиболее известными были Кукарская слобода (ныне город Советск) и Белая Холуница. В отдельные годы промысел по совокупному объёму производства превосходил Вологодский край, не уступая качеством. Образцы вятского кружева отмечены наградами на российских и зарубежных выставках. Сейчас вятское коклюшечное кружево производится в городах Белой Холунице, Вятские Поляны, Кирове (Вятке), Советске и посёлке Подосиновец.
- Древнерусское лицевое шитьё — вид декоративно-прикладного искусства, распространённый в эпоху Древней Руси. Его сюжетные изображения, близкие к художественному и образному строю иконы и фрески, сочетаются с литургическими и вкладными надписями.
- Елецкое кружево — вид русского кружева, которое плетётся на коклюшках. Существует с начала XIX века. Центр — город Елец (Липецкая область). Считается[кто?], что елецкие кружева более тонкие и лёгкие, чем вологодские.
- Кре́стецкая строчка (или кре́стецкая вышивка по выдергу) — народный промысел, развивавшийся с 1860-х годов в Крестецком уезде (ныне Крестецкий район Новгородской области). Вышивка выполнялась на ткани из льна, причём нити основы и утка подрезались и выдёргивались из ткани, образуя просветы, наподобие сетки. Эта ткань и использовалась для создания разнообразных узоров и вышивок. Крестецкой вышивкой украшались предметы одежды, занавески, полотенца.
- Кукарское кружево — промысел кружевоплетения в Кукарской слободе, который известен в Вятском крае с XVIII века. В отдельные годы изделия местных мастериц успешно конкурировали с кружевами Вологодчины и неоднократно получали призы и награды на Всероссийских и международных выставках.
- Мстёрская вышивка — народный промысел, развивающийся с XVIII века в слободе Мстёра Вязниковского уезда Владимирской губернии. Вид художественного шитья. Промысел зародился в монастыре Иоанна Милостивого, чьи монахини украшали предметы церковного ритуала золотым и серебряным шитьем по бархату и атласу. Позже в Мстёре сложилась своя самобытная техника — вышивка белой гладью с миниатюрными растительными узорами по маркизету и батисту, тонким белым хлопчатобумажным тканям. К концу XIX века промысел достигает своего расцвета. Изделия мстёрских вышивальщиц становятся широко известны в России и за её пределами. В 1923 году создана строчевышивальная артель, которая в 1961 году преобразована в строчевышивальную фабрику.
- Мценское кружево — вид русского кружева, которое плетётся на коклюшках, развитый в городе Мценске Орловской области.
- Одоевское кружево — народный промысел города Одоева, деревень и сел Одоевского края, наиболее широко развивавшийся в XIX веке[8].
- Оренбургский пуховый платок — вязаный платок из пуха оренбургских коз и основы из хлопчатобумажных, шёлковых или других нитей. Пуховязальный промысел зародился в Оренбургском крае в XVIII веке. Паутинка и палантин — это очень тонкие, как паутина, платки. Тонкие паутинки имеют, как правило, сложный узор и используются как украшение. Тонкость изделия нередко определяют по 2 параметрам: проходит ли изделие через кольцо и помещается ли в гусином яйце.
- Павловопосадские набивные платки — набивные шерстяные платки традиционно чёрного или красного цвета, с объёмным цветочным узором. Производство было создано в середине XIX века в Павловском Посаде.
- Торжокское золотое шитьё — древнейший вид русской вышивки, народный художественный промысел, известный в Торжке с XIII века и получивший развитие в XVIII веке. Традиционные изделия — вышивка золотыми и серебряными нитями по сафьяну (обувь), бархату, сукну (костюм, церковное облачение). Для торжокского золотого шитья наиболее характерен растительный орнамент с мотивом ветки розы; основной узор украшался завитками, усиками, блёстками.

## Игрушки

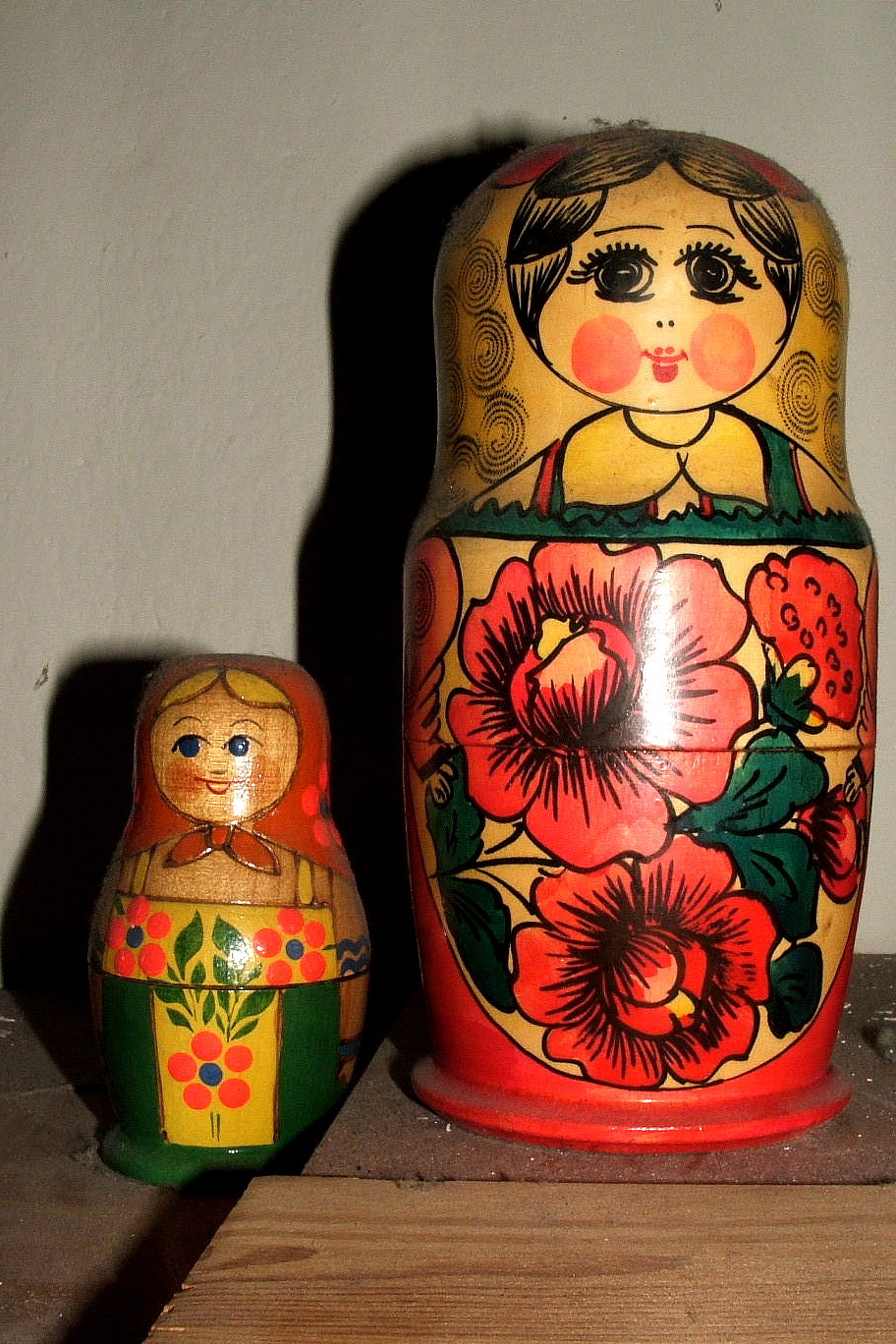
Матрёшки

- Абашевская игрушка — русская глиняная игрушка. Художественный промысел, сформировавшийся в Спасском уезде, ныне Спасском районе Пензенской области.
- Бабенская игрушка из дерева родом из Подмосковья[9].
- Богоро́дская игрушка из мягких пород дерева берёт истоки в посёлке Богоро́дское Сергиево-Посадского городского округа Московской области. Этот тип культуры представляет собой симбиоз городских и крестьянских традиций, испытавший на себе влияние фарфоровой пластики, книжной иллюстрации, народного лубка и произведений профессиональных художников-живописцев.
- Вырковская игрушка — изделия народного промысла из деревни Вырково близ Касимова в Рязанском крае. Изготовление игрушек являлось побочным промыслом гончарного производства на основе залежей местной глины. Игрушки из глины покрывались глазурью и обжигались в печи на сковороде. Облик сюжетных фигур отличался динамикой. Промысел, основанный в начале XX века, существовал почти столетие и угас в настоящее время. Образцы вырковской глиняной игрушки представлены в экспозициях музеев Касимова и Рязани.
- Добровская игрушка — расписная игрушка из обожжённой глины, которую делали в селе До́бром Липецкой области. Гончарный промысел известен с XVIII века. Искусство изготовления игрушек, представляющих собой фигурки людей, животных, всадников на конях, включая свистульки, наиболее широко было развито в XIX — начале XX века. В настоящее время промысел угас. Делаются попытки его возрождения[10].
- Дымковская игрушка — русская глиняная игрушка, расписанная и обожжённая в печи. Название происходит от места производства — слобода Дымково Вятской губернии (ныне Кировской области). Наряду с другими продуктами народных промыслов Дымковская игрушка считается одним из символов русского ремесла.
- Жбанниковская игрушка возникла в начале XX века в деревнях Жбанниково, Роймино, Рыжухино и других Городецкого района Нижегородской области.
- Каргопольская игрушка — русская глиняная игрушка. Художественный промысел, распространённый в районе города Каргополя Архангельской области.
- Кожлянская игрушка (Курская игрушка) — глиняная игрушка-свистулька. Название происходит от места изготовления села Ко́жля Курчатовского района Курской области[11][12].
- Матрёшка — русская деревянная игрушка в виде расписной полой куклы, внутри которой находятся подобные ей куклы меньшего размера. По традиции рисуется женщина в красном сарафане и жёлтом платке. В последнее время темы росписи сувенирных матрешек не ограничены, встречаются как куклы, расписанные под сказочных персонажей, так и в виде карикатур на известных политиков. Хотя матрешку принято считать оригинальной русской игрушкой, появилась она сравнительно недавно, в 1891 году в Абрамцеве[13], как оригинальная версия менее известной японской деревянной игрушки. Сегодня[когда?] матрёшка является одним из самых популярных сувениров, привозимых из России.[источник не указан 1685 дней]
- Новгородские свистульки — поливные свистульки Новгородской области.[источник не указан 2062 дня]
- Плешковская игрушка из керамики родом из деревни Плешково Орловской области.
- Романовская игрушка — русская глиняная игрушка-свистулька родом из села Романово на территории Липецкой области.
- Старооскольская глиняная игрушка — художественный промысел в Старооскольском районе Белгородской области. Известен с начала XVIII века.
- Скопинская игрушка из города Скопин Рязанской области.
- Филимоновская игрушка — русская глиняная игрушка. Древнерусский прикладной художественный промысел, сформировавшийся в деревне Филимоново Одоевского района Тульской области. По данным археологов, филимоновскому промыслу более 700 лет.
- Хлудневская игрушка — художественный промысел в Калужской области, который развивался с первой половины XIX века в деревне Хлуднево Думиничского района. Расписные игрушки из обожжённой глины. В настоящее время традиции промысла продолжают мастера в Хлуднево, Думиничах и городе Калуга.
- Ярославская игрушка[14] (Ярославская майолика) — свистульки в виде коней и птиц в Ярославской области.

## Изделия из металла

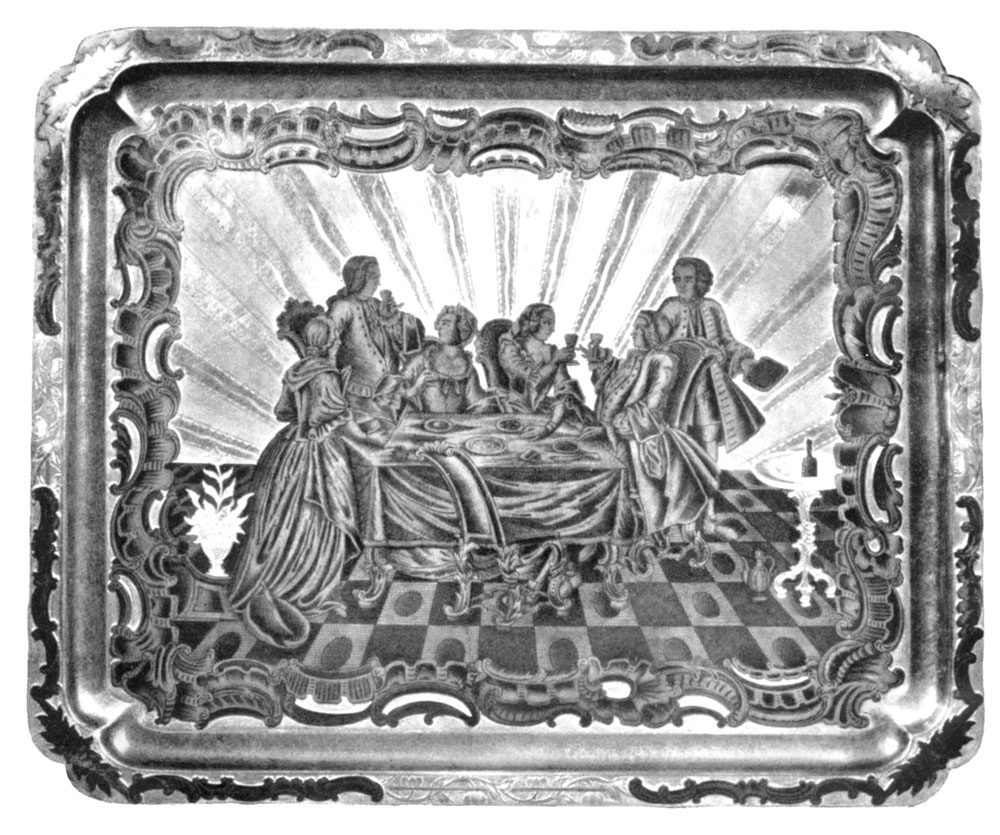
Серебряный поднос и деталь, 1779 год. Великоустюжское чернение по серебру

- Великоустюжское чернение по серебру в Великом Устюге появилось в X веке, однако широкое развитие получило только в XVII. Заключается в украшении черненёнными рисунками различных серебряных изделий.
- Златоустовская гравюра на стали зародилась на оружейном заводе Златоуста в начале XIX века[15].
- Ка́слинское литьё — художественные изделия, такие как скульптура, декоративные решётки, архитектурные элементы и т. д. из чугуна и бронзы, производимые на чугунолитейном заводе в городе Касли. Традиции Каслинского литья — графическая чёткость силуэта, сочетание тщательно отделанных деталей и обобщённых плоскостей с энергичной игрой бликов — сложились в XIX веке.
- Мороз по жести по исполнению напоминает морозный рисунок на окнах. Ремесло зародилось в XVIII веке на Русском Севере, в Вологодской области.
- Скань — ажурный или напаянный на металлический фон узор из тонкой золотой, серебряной или медной проволоки, гладкой или свитой в верёвочки, также с дополнением зерни (маленькие серебряные или золотые шарики) и эмали. Первые изделия на Руси появились в IX—X веках. Московская скань достигла расцвета в XV—XVI веках (мастера Амвросий, Иван Фомин). В XVIII—XIX веках было налажено промышленное производство, стали использовать разнообразные технологии и материалы.
- Пуре́хские бубенцы́ — промысел по изготовлению поддужных ямщицких и других бубенцов и колокольчиков, который появился примерно в середине XIX века в селе Пуре́х на верхнем течении Волги. Бубенцы изготавливались методом литья из бронзы и железа во владениях семьи Трошиных и на заводах Егора Клюйкова; насчитывали до 15 мастерских, где было организовано их массовое производство. Изготавливаемые здесь бубенцы отличались высоким качеством исполнения и мелодичным звучанием, что принесло им всероссийскую известность. Представляли собой небольшие погремушки в виде сферы с металлическими шариками внутри и наружным ушком. Самые известные пурехские бубенцы выполнены мастерами братьями Гомулиными[16][17][18][19][20].

## Резьба
- Абрамцево-кудринская резьба по дереву сформировалась в конце XIX века в окрестностях подмосковной усадьбы Абрамцево[21].
- Богородская резьба по дереву — промысел в селе Богородском недалеко от города Сергиева Посада Московской области. Характерным товаром является миниатюрная скульптура: игрушки, статуэтки, композиции — вырезанная из липы.
- Борнуковская резьба по камню — народный промысел художественной резьбы по камню в селе Борнуково Бутурлинского района Нижегородской области, получивший известность с XIX века. Изготовление небольших фигур, главным образом животных. В окрестностях села находится Борнуковская пещера, сложена в основном сульфатными (гипс, ангидрит) и карбонатными породами[22], которые служили сырьём для камнерезов. На основе промысла в селе создана камнерезная фабрика «Борнуковская пещера», при которой имеется Музей художественной резьбы по камню[23].
- Капокорешковый промысел — изготовление различных предметов из капового нароста (капокорня). Традиционное ремесло Вятской земли (Кировской области). Обычно кап встречается на дубе, грецком орехе, чёрной ольхе, осине, но чаще на берёзе и хорошо поддается обработке, сохраняет форму. Предположительно, этот промысел появился в XVIII веке благодаря слободскому мастеру столярных дел Григорию Макарову. Первые карманные часы с футляром и корпусом из капокорня изготовил Семён Бронников, чьё дело продолжили сыновья и преуспели в мастерстве, представляя изделия на Всемирной выставке 1897 года и российских выставках в Нижнем Новгороде и Санкт-Петербурге. К XX веку число и мастерство умельцев выросло настолько, что изделия из капокорня начали поставлять на европейские рынки. Для массового расширения производства в Вятке в 1924 году основаны артели каповщиков, что снизило уникальность продукции. Поэтому в 1930-х годах возникло направление резьбы и художественной инкрустации, выведшее изделия из капокорня на выставки в Париже и Нью-Йорке. В 1943 году при артели «Идеал» открыта также и учебная мастерская, выпустившая ряд прославленных мастеров, которые своим творчеством завоевали гран-при на Всемирной выставке в 1958 году. Капокорешковый промысел продолжает развиваться и сегодня[когда?][24][25].
- Холмогорская резьба по кости происходит из сёл Холмогорского района Архангельской области. В стиле пересекаются различные культурные традиции: севернорусская, центральнорусская, западноевропейская (заимствовались техники нидерландских и немецких изделий, рисунки гравюр) и традиции коренных народов Севера.
- Шемого́дская резьба́ по бересте — традиционный русский народный художественный промысел резьбы по бересте, известность которому принесли мастера Шемогодской волости Великоустюгского уезда Вологодской губернии России. В Великом Устюге на основе промысла в 1981 году открыта фабрика «Великоустюгские узоры».

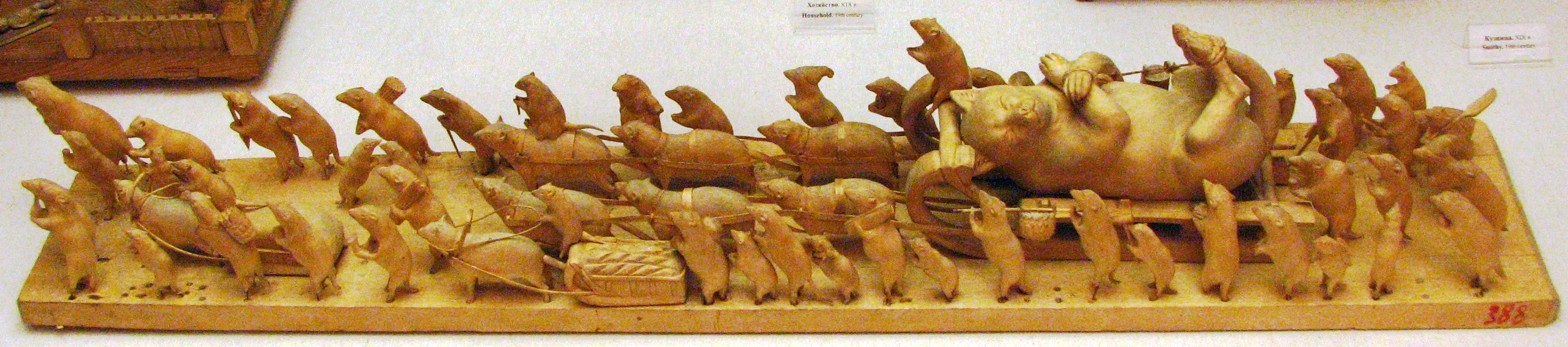
Как мыши кота хоронили. Богородская резьба Ф. Д. Ерошкина (1879—1936) рубежа XIX—XX веков. Русский музей

## Керамика
- Гжельская керамика — гончарный промысел, сформировавшийся в XVIII веке на востоке от Москвы возле залежей глин, пригодных для массового производства керамики. За свою историю промысел производил майолику, полуфаянс, фарфор. В настоящее время основным материалом выступает фарфор. Характерной чертой Гжельской керамики является подглазурная роспись кобальтовой краской. Однако, во второй половине XX века в Гжели начаты работы по восстановлению традиций местной цветной майолики.
- Скопинская керамика — гончарный промысел, сложившийся в городе Скопине Рязанской области и его округе. Свидетельства о существовании гончарного производства относятся уже к 1640 году. Фирменной чертой Скопина стали сложные скульптурные формы: статуи львов, птиц, медведей, драконов и прочих реальных и мифических животных, — а также декорирование крестьянской бытовой керамики такими фигурами. Данный стиль складывается к 1860-м годам. Кроме этого, местные гончары также производили привычную крестьянскую посуду: глазурованную, без глазури и чернолощённую.
- Сомовская (Вельская) керамика — промысел, существовавший в Вельском уезде Вологодской губернии.
- Таволожская керамика — гончарный промысел, существующий на Среднем Урале, в деревне Верхние Таволги и селе Нижние Таволги Екатеринбургского уезда Пермскрй губернии (ныне Невьянского района Свердловской области).